# Tamara Sky
Tamara Sky (nacida el 20 de febrero de 1985 en San Juan, Puerto Rico) es una disc jockey profesional y modelo de Puerto Rico

## Carrera
Sky ha sido Miss Puerto Rico Bikini y es originaria de Puerto Rico.
Fue portada y desplegable de la versión mexicana del número de abril de 2006 de la revista Playboy. Más tarde fue nombrada Playmate del Mes en agosto de 2007 para la edición estadounidense de la revista. Fue la única Playmate en 2007 que tenía vello público en la sesión fotográfica. 
Fue la DJ para la fiesta de cumpleaños de Donald Trump en el Trump Taj Mahal en Atlantic City en junio de 2007 organizado por Carmen Electra.  Ha trabajado como DJ para Pamela Anderson cuando esta organizó la fiesta de lanzamiento de Mac Cosmetics Fashion Week en Nueva York y la after-pary para el concierto de J-lo y Marc Anthony concert. Ha aparecido en el reality show de E!, The Girls Next Door, en Miami basado en la revista Ocean Drive, en la revista en línea de música dance Maxumi y como portafa en la revista Missbehave de Nueva York.

## Filmografía
| Año  | Título              | Papel      |
| ---- | ------------------- | ---------- |
| 2007 | The Girls Next Door | Ella misma |